# Анджелко Джуричич
Анджелко Джуричич (серб. Anđelko Đuričić, нар. 21 листопада 1980, Панчево) — сербський футболіст, що грав на позиції воротаря.
Виступав, зокрема, за клуби «Динамо» (Панчево) та «Ягодина», а також національну збірну Сербії.

## Клубна кар'єра
Дорослу футбольну кар'єру розпочав у 2000 році у команді зі свого рідного міста, «Динамо» (Панчево). У футболці клубу зіграв 67 матчів, допоки не перейшов до складу представника вищого дивізіону сербського чемпіонату, клубу «Хайдук» (Кула). Високий воротар протягом сеи сезонів захищав кольори команди з Кули, допоки в 2009 році не перейшов до португальського клубу «Уніан Лейрія». Незважаючи на конкуренцію з такими сильними воротарями як Елдер Годінью та Майкл Домінгес, Джуричич зарекомендував себе як якісний воротар. За підсумками сезону 2009/10 років клуб посів місце в середині турнірної таблиці. У своєму першому сезоні в португальському клубі був основним воротарем команди, пропустивши лише 4 матчі чемпіонату. Проте по ходу сезону 2010/11 років він все ж програв конкуренцію бразильцю Едуарду Готтарді, після чого залишив команду. У 2011 році перейшов до єгипетського «Аль-Іттіхад» (Александрія)
Згодом з 2012 по 2013 рік грав у складі команд клубів «Доні Срем» та «Борац» (Чачак). З 2013 року два сезони захищав кольори команди клубу «Ягодина». Завершив професійну ігрову кар'єру у мальтійському клубі «Моста».

## Виступи за збірну
Анджелко Джуричич дебютував за збірну Сербії 29 травня 2010 року в товариському матчі зі збірною Нової Зеландії, у цій зустрічі Анджелко вийшов на поле в 2-му таймі і відстояв потім «на нуль», проте його команда поступилася 0:1 за рахунок м'яча, пропущеного в першому таймі. Протягом кар'єри у національній команді, яка тривала усього один рік, провів у формі головної команди країни 4 матчі.
Джуричич був включений Радомиром Античем у список з 23-ох гравців, які потрапили в заявку на чемпіонат світу 2010 року у ПАР. Проте на турнірі не зіграв жодного матчу, оскільки був лише 3-ім воротарем, після Стойковича та Бояна Ісаїловича.

## Клубна статистика
| Сезон     | Клуб             | Ліга              | Матчі | Голи |
| --------- | ---------------- | ----------------- | ----- | ---- |
| 2000/01   | Динамо (Панчево) | Перша ліга Сербії | 33    | 0    |
| 2001/02   | Динамо (Панчево) | Перша ліга Сербії | 34    | 0    |
| 2002/03   | Хайдук (Кула)    | Суперліга         | 1     | 0    |
| 2003/04   | Хайдук (Кула)    | Суперліга         | 1     | 0    |
| 2004/05   | Хайдук (Кула)    | Суперліга         | 18    | 0    |
| 2005/06   | Хайдук (Кула)    | Суперліга         | 28    | 0    |
| 2006/07   | Хайдук (Кула)    | Суперліга         | 31    | 0    |
| 2007/08   | Хайдук (Кула)    | Суперліга         | 33    | 0    |
| 2008/09   | Хайдук (Кула)    | Суперліга         | 29    | 0    |
| 2009/10   | Уніан Лейрія     | Прімейра-Ліга     | 26    | 0    |
| 2010/2011 | Уніан Лейрія     | Прімейра-Ліга     | 1     | 0    |